# Bolitoglossa morio
Bolitoglossa morio е вид земноводно от семейство Plethodontidae.

## Разпространение
Видът е разпространен в Гватемала.